# Mago steindachneri
Mago steindachneri là một loài nhện trong họ Salticidae.
Loài này thuộc chi Mago. Mago steindachneri được Władysław Taczanowski miêu tả năm 1878.